# 류드밀라 사벨리예바
류드밀라 사벨리예바(러시아어: Людмила Савельева, 영어: Ludmila Savelyeva, 1942년 1월 24일 ~ )는 러시아의 배우, 발레리나이다. 소련의 영화 《전쟁과 평화》 시리즈의 "나타샤 로스토바" 역으로 유명하다.